# Goephanes pacificus
Goephanes pacificus är en skalbaggsart som först beskrevs av Leon Fairmaire 1897.  Goephanes pacificus ingår i släktet Goephanes och familjen långhorningar.
Artens utbredningsområde är Madagaskar. Inga underarter finns listade i Catalogue of Life.